# Lycapsus
Lycapsus là một chi thực vật có hoa trong họ Cúc (Asteraceae).

## Loài
Chi Lycapsus gồm các loài: